# Yukarıtepecik, Gölova
Yukarıtepecik là một xã thuộc huyện Gölova, tỉnh Sivas, Thổ Nhĩ Kỳ. Dân số thời điểm năm 2011 là 84 người.